# Mawewe
Mawewe, ou Maueva, foi um rei do Império de Gaza, no actual território de Moçambique, que governou de 1858 a 1864. Sucedeu a seu pai, o régulo Manicusse, mas foi deposto por seu irmão Muzila, com o apoio dos portugueses, numa guerra civil que se iniciou em 1861 e apenas terminou em 1864.